# Župnija Preddvor
Župnija Preddvor je rimskokatoliška teritorialna župnija Dekanije Šenčur Nadškofije Ljubljana. S 1. januarjem 2020 je bila župniji pripojena Župnija Kokra. Od leta 2019 je preddvorski župnik Pavel Okoliš.
Župnijska cerkev se nahaja v središču Preddvora in je posvečena sv. Petru. Po novem ima povečana župnija osem podružničnih cerkva, in sicer:
- cerkev sv. Egidija, opata, na Srednji Beli,
- cerkev sv. Jakoba st., apostola, nad Potočami,
- cerkev sv. Klemena, mučenca in papeža, v Tupaličah,
- cerkev sv. Lenarta, opata, na Bregu,
- cerkev sv. Lovrenca, mučenca, nad Bašljem,
- cerkev sv. Miklavža, škofa, na Možjanci,
- cerkev sv. Miklavža, škofa, nad Mačami in
- cerkev Brezmadežnega spočetja Device Marije, v Kokri.

## Galerija
- Cerkev svetega Jakoba
- Cerkev svetega Klemena
- Cerkev svetega Lenarta
- Cerkev svetega Lovrenca
- Cerkev sv. Miklavža na Možjanci
- Cerkev sv. Miklavža nad Mačami